# 福崎至佐子
福崎 至佐子（ふくざき ひさこ）は、日本のヴァイオリニスト、ヴァイオリン・合奏指導者。現在、高松大学名誉教授。

## 経歴
- 女子美術大学附属高等学校を経て、東京藝術大学 音楽学部 器楽科を卒業。
- ヴァイオリンを神崎初美、巖本眞理、岩崎洋三、ボヤン・レチェフ、徳永二男らに師事。
- 卒業後に日本フィルハーモニー交響楽団に正団員として入団。
- その後1972年から、創立された新日本フィルハーモニー交響楽団に正団員として移る。
- 以来，新日本フィルハーモニー交響楽団コンサートマスターのルイ・グレーラーのもとで，アシスタントコンサートマスターとして演奏。現在，団友。
- 室内楽をルイ・グレーラーに師事。ルイ・グレーラーと弦楽四重奏を組み、室内楽分野でも活動。
- テレビ、FM東京、CM、映画音楽、レコーディングなどで活動する。山田洋次監督の『男はつらいよ』の背景音楽（山本直純作曲）ではヴァイオリン独奏を担当。
- 1980-1985年　尚美学園非常勤講師（兼任）
- 1985年　郷里の香川県高松市に戻り、高松短期大学[1]・音楽科の専任助教授として赴任。
- 1989年　高松短期大学音楽科の専任教授に就任。
- 1993年　同科　学科長を併任。
- 2010年　高松大学発達科学部[2]　専任教授に配置換え。
- 2016年　高松大学名誉教授に。
- 1986-2012年　高松ミュージックスクール・ヴァイオリン教室　非常勤講師（兼任）
- 1991-2012年　香川大学教育学部　非常勤講師（兼任）
- 現在，高松大学発達科学部非常勤講師(https://www.takamatsu-u.ac.jp/wp-content/uploads/2022/05/develop.pdf#page=236)。

## 演奏活動・指導等多くの演奏家・音楽指導者を育てるとともに，地元の音楽文化発展に貢献。
- (この間，ゴールドブレンドコンサート、四国二期会オペラ、四国学院大学メサイア演奏会，高松交響楽団(TSO)など，多くのコンサートでコンサートマスターを務める。
- 多くの音楽コンクールの審査員を歴任。
- 高松交響楽団(TSO[3])：1989年の第74回定期演奏会以来，2022年の現在までずっとコンサートマスターとして活動。2021年12月5日にコロナ下で初の定期演奏会に出演。2022年6月19日の定期演奏会に出演『英雄』を，2022年11月20日第127回定期演奏会，2023年6月18日第128回定期演奏会，2022年11月20日香川第九にてコンサートマスターを。
- かがわジュニア・フィルハーモニック・オーケストラ(KJO) [4]： 創始者，音楽監督、合奏指導者として，2021年8月29日の第20回定期演奏会を開催，企画，運営，指導と演奏。2022年5月１日に合奏コース成果発表会開催（香川県HP)。2022年8月28日に第21回定期演奏会を開催・指導と出演。
- 香川KJO フレンドシップ・チェンバーオーケストラ(KFC) [5]：音楽監督、ヴァイオリン奏者として，2021年3月29日のコンサートに出演。2022年はCOVID19のため，2023年3月19日に実施。
- コレギウム・ムジクム高松管弦楽団 [6]：コンサートマスターとして，2021年2月28日のコンサートにてソロを担当。2022年5月５日にも出演。2023年4月9日に次回コンサートを予定。
- 香川大学｢わくわくコンサート｣ [7]：コンサートマスターとして，2021年2月7日のコンサートに出演。2022年2月6日にもコロナ下で出演，ラモーの曲など演奏。2023年1月29日に第16回コンサートで「展覧会の絵」など演奏。
- ヴァイオリン教室「Fの会」：主宰・ヴァイオリン指導（初歩から受験やコンクール向け指導まで。修了生は，内外での演奏家，楽器指導者，オーケストラなどで活躍。コンクール入賞者も多数輩出）。2021年8月10日、第34回「Fの会」として高松市レグザムホールにて主催公演。2022年8月3日に「Fの会」第35回記念コンサートを開催。2023年3月に第３６回コンサートを実施。
- 高松短期大学地域連携センター(https://www.takamatsu-u.ac.jp/study/area/)にて，｢楽しいヴァイオリン教室｣で指導。
- 高松大学発達科学部にて，音楽の講義｢器楽；弦楽器｣を担当 (https://www.takamatsu-u.ac.jp/wp-content/uploads/2022/05/develop.pdf#page=236)。
- 書籍を出版。福崎至佐子著：”福崎ヴァイオリン教本ー奏法とレッスンの極意”，ISBN-デザインエッグ社，May 22 (2023) ISBN 978-4-8150-3818-2

## 委員等
- 新日本フィルハーモニー交響楽団 団友
- 日本演奏連盟 会員
- 全四国大学音楽学会　会員
- 香川県文化芸術振興審議会　委員
- 香川県県民ホール文化事業懇談会　委員
- 日本クラシック音楽コンクール 審査員
- 全四国音楽コンクール 審査員
- 山陽学生音楽コンクール 審査員

## 表彰等
- 2001 平成13年度「香川県教育文化功労者表彰」
- 2003 第42回「四国新聞文化賞」
- 2004 平成16年度「香川県文化功労者表彰」
- 2009 第67回「山陽新聞賞（文化功労）」受賞
- 2009 平成21年度地域文化功労者文部科学大臣賞受賞
- 2011 第20回日本クラシック音楽協会優秀指導者賞受賞
- 2014 第23回日本クラシック音楽協会優秀指導者賞受賞
- 2016 福山音楽コンクール「優秀指導者」受賞
- 2018 平成29年度 よんでん芸術文化功労賞受賞